# Diócesis de Amos
La diócesis de Amos (en latín: Dioecesis Amosen(sis) y en francés: Diocèse d'Amos) es una circunscripción eclesiástica latina de la Iglesia católica en Canadá, sufragánea de la arquidiócesis de Gatineau. La diócesis tiene al obispo Gilles Lemay como su ordinario desde el 22 de febrero de 2011.

## Territorio y organización
La diócesis tiene 127 237 km² y extiende su jurisdicción sobre los fieles católicos de rito latino residentes en la provincia de Quebec en parte de la región administrativa de Abitibi-Témiscamingue y en la parte norte de la de Nord-du-Québec.
La sede de la diócesis se encuentra en la ciudad de Amos, en donde se halla la Catedral de Santa Teresa de Ávila.
En 2020 en la diócesis existían 53 parroquias.

## Historia
La diócesis fue erigida el 3 de diciembre de 1938 con la bula Christifidelium bonum del papa Pío XI, obteniendo el territorio de la diócesis de Haileybury (hoy diócesis de Timmins). Originalmente era sufragánea de la arquidiócesis de Quebec.
El 31 de octubre de 1990 pasó a formar parte de la provincia eclesiástica de la arquidiócesis de Gatineau.
El 31 de mayo de 2007, luego de una reorganización territorial, la diócesis incorporó parte de los territorios de las diócesis de Moosonee (hoy diócesis de Hearst-Moosonee) y de Labrador City-Schefferville (esta última simultáneamente suprimida) y cedió parte de su territorio anterior a las diócesis de Chicoutimi, Joliette y Trois-Rivières.

## Estadísticas
De acuerdo al Anuario Pontificio 2021 la diócesis tenía a fines de 2020 un total de 82 223 fieles bautizados.
| Año                                                                             | Población            | Población | Población      | Sacerdotes | Sacerdotes    | Sacerdotes    | Bautizados por sacerdote | Diáconos permanentes | Religiosos | Religiosos | Parroquias |
| Año                                                                             | Bautizados católicos | Total     | % de católicos | Total      | Clero secular | Clero regular | Bautizados por sacerdote | Diáconos permanentes | Varones    | Mujeres    | Parroquias |
| ------------------------------------------------------------------------------- | -------------------- | --------- | -------------- | ---------- | ------------- | ------------- | ------------------------ | -------------------- | ---------- | ---------- | ---------- |
| 1950                                                                            | 64 767               | 66 998    | 96.7           | 120        | 111           | 9             | 539                      |                      | 40         | 260        | 65         |
| 1959                                                                            | 75 666               | 78 775    | 96.1           | 148        | 128           | 20            | 511                      |                      | 15         | 30         | 74         |
| 1966                                                                            | 91 501               | 93 591    | 97.8           | 165        | 138           | 27            | 554                      |                      | 50         | 517        | 77         |
| 1970                                                                            | 92 066               | 95 966    | 95.9           | 92         | 59            | 33            | 1000                     |                      | 83         | 450        | 78         |
| 1976                                                                            | 101 817              | 106 629   | 95.5           | 104        | 73            | 31            | 979                      |                      | 55         | 315        | 78         |
| 1980                                                                            | 107 148              | 111 158   | 96.4           | 85         | 61            | 24            | 1260                     |                      | 47         | 328        | 77         |
| 1990                                                                            | 108 310              | 113 618   | 95.3           | 66         | 42            | 24            | 1641                     |                      | 37         | 208        | 68         |
| 1999                                                                            | 100 413              | 106 601   | 94.2           | 54         | 33            | 21            | 1859                     | 1                    | 35         | 135        | 63         |
| 2000                                                                            | 99 142               | 105 608   | 93.9           | 59         | 36            | 23            | 1680                     | 1                    | 35         | 134        | 63         |
| 2001                                                                            | 96 004               | 102 606   | 93.6           | 51         | 29            | 22            | 1882                     |                      | 36         | 112        | 59         |
| 2002                                                                            | 94 452               | 100 726   | 93.8           | 46         | 24            | 22            | 2053                     |                      | 36         | 109        | 59         |
| 2003                                                                            | 93 983               | 99 780    | 94.2           | 45         | 23            | 22            | 2088                     |                      | 35         | 98         | 52         |
| 2004                                                                            | 93 413               | 99 474    | 93.9           | 42         | 24            | 18            | 2224                     |                      | 27         | 99         | 58         |
| 2006                                                                            | 92 442               | 98 679    | 93.7           | 39         | 21            | 18            | 2370                     |                      | 25         | 90         | 56         |
| 2012                                                                            | 91 600               | 114 900   | 79.7           | 33         | 18            | 15            | 2775                     |                      | 17         | 62         | 53         |
| 2015                                                                            | 85 256               | 106 353   | 80.2           | 26         | 20            | 6             | 3279                     | 1                    | 9          | 48         | 53         |
| 2018                                                                            | 76 497               | 106 965   | 71.5           | 30         | 23            | 7             | 2549                     | 1                    | 7          | 35         | 53         |
| 2020                                                                            | 82 223               | 112 247   | 73.3           | 25         | 23            | 2             | 3288                     | 1                    | 2          | 29         | 53         |
| Fuente: Catholic-Hierarchy, que a su vez toma los datos del Anuario Pontificio. |                      |           |                |            |               |               |                          |                      |            |            |            |

## Episcopologio
- Joseph Louis Aldée Desmarais † (22 de junio de 1939-31 de octubre de 1968 retirado[4])
- Gaston Hains † (31 de octubre de 1968 por sucesión-19 de abril de 1978 renunció)
- Gérard Drainville † (19 de abril de 1978-3 de mayo de 2004 renunció)
- Eugène Tremblay (3 de mayo de 2004-22 de febrero de 2011 retirado)
- Gilles Lemay, desde el 22 de febrero de 2011